# روبرت بوژنیک
روبرت بوزنیک (انگلیسی: Róbert Boženík؛ زادهٔ ۱۸ نوامبر ۱۹۹۹) بازیکن فوتبال اهل اسلواکی است.
از باشگاه‌هایی که در آن بازی کرده‌است می‌توان به باشگاه فوتبال ژیلینا و باشگاه فوتبال فاینورد اشاره کرد.
وی همچنین در تیم ملی فوتبال زیر ۲۱ سال اسلواکی و تیم ملی فوتبال اسلواکی بازی کرده‌است.